# MasterSCADA
MasterSCADA — программный пакет для проектирования систем диспетчерского управления и сбора данных (SCADA). Основными свойствами является модульность, масштабируемость и объектный подход к разработке.
Система предназначена для сбора, архивирования, отображения данных, а также для управления различными технологическими процессами. Помимо создания т. н. верхнего уровня, система позволяет программировать контроллеры с открытой архитектурой. Таким образом MasterSCADA позволяет создавать единый комплексный проект автоматизации (SCADA система + ПЛК). Вся система, включая все компьютеры и все контроллеры, конфигурируется в едином проекте, за счет этого не требуется конфигурировать внутренние связи в системе.

## Архитектура
Функциональность MasterSCADA может быть расширена за счет использования дополнительных модулей. В базовую функциональность входит: среда разработки, внутренний архив данных, сообщений и документов, OPC DA и OPC HDA клиент, редактор мнемосхем, редактор отчетов, модуль трендов и модуль журналов, обработка данных, базовые библиотеки функциональных блоков, формирование расписаний и событий. В опциональный набор входят: возможность создания сетевого проекта, резервирование, взаимодействие с базами данных (хранение данных и сообщений, выполнение хранимых процедур, экспорт архивов), отраслевые (тепло- и электроэнергетика, вентиляция и кондиционирование) библиотеки функциональных блоков, модули отправки и приема сообщений SMS, E-mail, интернет-клиент, модули паспортизации и метрологической поверки, шаблоны отчетов для АСКУЭ.

## Разработка проекта
Разработка проекта производится в единой интегрированной среде (независимо от модульного состава программы). Основным способом создания структуры проекта является установление связей между элементами проекта (объектами, функциональными блоками и переменными) в дереве объектов. При дублировании, копировании связи могут восстанавливаться. При создании проекта могут использоваться стандартные функциональные блоки (ФБ исполнительных механизмов, математические блоки, обработка сигналов и т. д.), либо самостоятельно разработанные пользователем на языках ST, FBD и C#. Для каждого элемента проекта могут быть созданы любые поддерживаемые внутренними редакторами документы — мнемосхемы, тренды, журналы, отчеты, а также документы, создаваемые внешними редакторами (например, из комплекта Microsoft Office), совместимыми с технологией ActiveX.

### Объектный подход
Объект в MasterSCADA — это основная единица разрабатываемой системы, соответствующая реальному технологическому объекту (цеху, участку, аппарату, насосу, задвижке, датчику и т. п.), управляемому разрабатываемой с помощью MasterSCADA системой. Каждый объект имеет набор свойств и документов. Свойства объекта — период и способ опроса, восстановление после перезапуска, ограничение доступа в режиме исполнения. Документы объекта — архивы, мнемосхемы, изображения, тренды, журналы, отчеты.

### Ограничение области видимости (инкапсуляция)
Можно скрыть определенные объекты или функциональные блоки в дереве системы. Это позволит ограничить использование переменных из внешних объектов, что упрощает сохранение объекта в библиотеке для повторного использования.

### Наследование
При копировании объектов все настройки наследуются от родительского объекта. В последних версиях MasterSCADA добавлены «объекты-шаблоны». Если объект объявлен шаблоном, то все (или частичные) изменения в шаблоне могут быть перенесены в экземпляры (наследники) объекта. Наследование объектов ускоряет создание и отладку проектов.

### Типизация и тиражирование
Допускается многократное использование одного и того же объекта со всеми созданными для него документами, в том числе при разработке различных систем. При копировании объекта или сохранении его в библиотеке все его настройки, документы и внутренние связи будут сохранены, внешние связи могут быть восстановлены автоматически или пользователь может расставить их вручную. Это позволяет создавать объекты для одной системы параллельно независимыми разработчиками. Структура объекта может быть открыта и закрыта его автором от разработчика проекта. Объект имеет список внешних входов-выходов. Внешние связи открытого объекта могут быть установлены напрямую с его внутренними элементами, либо через список. Для закрытых объектов установление связей возможно только через список внешних входов-выходов. Возможность скрытия внутренней структуры объектов в проекте или при его помещении в библиотеку позволяет защищать авторские права разработчиков.

## Среда разработки и исполнения
Среда разработки MasterSCADA бесплатна.
Среда исполнения в Demo версии содержит все модули и опции, и не имеет ограничений по количеству тегов, но имеет ограничение на время работы — 1 час, после чего требуется перезапуск. Существует также бесплатная версия на 32 тега, которая имеет ограничение на 32 точки, и не содержит дополнительных модулей и опций.